# Сюлейманови планини
Сюлеймановите планини (на пущу:د سليمان غر da Sulaimān Ğar, на урду: کوه سليمان) е планинска система в Централен Пакистан и Югоизточен Афганистан, разположена в крайната източната част на обширната Иранска планинска земя. На север, на територията на Афганистан се свързва със Средноафганските планини, а на югозапад чрез хребета Централен Брагуи – с Мекранските планини. На изток и юг със стръмни склонове се спуска към Индо-Гангската равнина. Представлява система от субмеридионално простиращи се почти на 600 km паралелни хребети: Шинкай (3314 m), Тобакакар (3096 m), Шингхар (3441 m), Торгхар и др., разделени от надлъжни речни долини. Изградени са предимно от варовици и пясъчници, смачкани и нагънати през кайнозоя. Представляват силно сеизмична зона. Климатът е сух, субтропичен, като североизточните им склонове изпитват влиянието на летните мусони. От тях водят началото си няколко десетки реки (Курам, Гомал, Руд, Сангар, Нари и др.), десни притоци на Инд. Преобладаващите ландшафти са сухите степи и планинските пустини, а на североизток има малки участъци заети от храсти и гори (дъб, хвойна, шамфъктък). В речните долини се развива поливно земеделие и овощарство.